# Tetsurō Itodani
Tetsuro Itodani (糸谷 哲郎), né le 5 octobre 1988, à Hiroshima, au Japon, est un joueur professionnel de shōgi japonais.

## Biographie

### Premières années
Tetsuro Itodani apprend à jouer au shogi à l'âge de cinq ans et remporte des tournois scolaires. Il intègre le centre de formation de la fédération japonaise de shogi en 1998 sous la tutelle de Nobuo Mori (ja).

### Carrière professionnelle
Itodani passe finalement professionnel en 2006 en remportant la ligue des 3e dan par quatorze victoires et quatre défaites,.
Un an plus tard, il entre à l'université d'Osaka pour étudier la philosophie,. Il se spécialise dans l'étude de Heidegger et obtient une maîtrise universitaire ès lettres ; c'est le premier détenteur d'un titre majeur à obtenir un diplôme aussi élevé.

## Palmarès au shogi
Itodani a au cours de sa carrière participé à trois finales de titre majeur, et a remporté celle du Ryuo en 2014 face à Toshiyuki Moriuchi.

### Titres majeurs
| Titre | Année | Victoires |
| ----- | ----- | --------- |
| Ryuo  | 2014  | 1         |

### Classement annuel des gains en tournoi
Itodani a figuré dans le top 10 du classement annuel des joueurs de shogi remportant le plus de gains (ja) en 2015 et en 2016.
| Année | Montant gagné (¥) | Rang |
| ----- | ----------------- | ---- |
| 2015  | 55 310 000        | 2e   |
| 2016  | 35 430 000        | 4e   |